# Kötcse
Kötcse é um município da Hungria, situado no condado de Somogy. Tem 19,54 km² de área e sua população em 2019 foi estimada em 477 habitantes.